# Lago Jasna
El lago Jasna (Jezero Jasna, en esloveno), es el nombre de dos lagos artificiales conectados entre sí, que se hallan en la cercanía de Kranjska Gora al lado de la carretera hacia el paso de montaña Vršič (“El piquito”).
A causa de las necesidades del turismo, los lagos están ordenados al lado de la confluencia de los ríos Mala Pišnica y Velika Pišnica. Al lado de la confluencia se halla un pequeño cañón natural y un tanto escondida la central hidroeléctrica de Kranjska Gora.
Alrededor de Jasna hay trazados senderos para pasear y aquí empieza el camino del bosque por el valle del río Mala Pišnica, que se encuentra abandonado desde el terremoto del año 1980. Alrededor del lago, además de apartamentos, hay diferentes columpios y el monumento al Zlatorog (animal de la mitología eslovena, una gamuza con cuernos dorados).